# Real-Film
Die Real-Film war eine deutsche Filmproduktionsgesellschaft.

## Geschichte
Am 10. Januar 1947 wurde für Walter Koppel, Untertreuhänder für die Hamburger Ufa-Kinos, die Lizenz zur Filmproduktion erteilt und am 19. Februar ausgehändigt. Mit seinem Partner Gyula Trebitsch gründete er die Real-Film GmbH. Koppel übernahm die Gesamtleitung, während Trebitsch für die Produktionsleitung zuständig war.
Am 3. Juli 1947 begannen die Dreharbeiten zum ersten Spielfilm mit dem Titel Arche Nora. Anfang 1948 wurde eine alte Villa, ein früheres Offizierskasino in Hamburg-Wandsbek angemietet und Schritt für Schritt zu einem Atelierkomplex ausgebaut. Wertvolle Hilfe leistete dabei die DEFA, doch darum und wegen Koppels Vergangenheit, der von 1945 bis 1947 KPD-Mitglied war, verweigerte 1951 der Bund die Bürgschaft. Es kam zu einem Rechtsstreit bis 1953, der die Filmproduktion zum Erliegen brachte.
Mit Unterstützung der Stadt Hamburg und des Einsatzes namhafter Filmschaffender wurde Koppel rehabilitiert. Am 24. März 1953 konnte die Produktion wieder aufgenommen werden. Die Real-Film profitierte in den 1950er Jahren vom deutschen Kinowunder und machte Hamburg zur Filmstadt. Produziert wurden vor allem Revuefilme, Filmkomödien und Literaturverfilmungen, aber nur relativ selten die zeittypischen Heimatfilme. Der größte Erfolg war zweifellos 1956 Der Hauptmann von Köpenick mit Heinz Rühmann.
1960 kam es zur Teilung des Unternehmens. Koppel führte von nun an die Real-Film Walter Koppel KG, Trebitsch die Realfilm-Atelier-Betriebs GmbH, an der die Norddeutsche Werbefernsehen GmbH zu 80 % beteiligt war. Schon ein Jahr später wurde letztere zum „Studio Hamburg“ der Fernsehgesellschaft und Trebitsch zum Fernsehproduzenten.
Koppel dagegen setzte weiter ausschließlich auf Kino. Seine Real-Film übernahm im August 1961 70 % des Europa-Verleih, eines Filmverleihs, mit dem schon bisher eng zusammengearbeitet worden war. Koppel wurde nun deren Geschäftsführer. Doch alle Filme, die er jetzt in alleiniger Verantwortung produzierte, entsprachen nicht dem veränderten Zeitgeschmack der 60er Jahre und erwiesen sich als Fehlschläge. Koppel warb nun um die Vertreter des Neuen Deutschen Films, die im Oberhausener Manifest „Opas Kino“ für tot erklärt hatten. Doch es war zu spät. Am 26. November 1962 stellte der Europa-Verleih Vergleichsantrag und im März 1963 die Real-Film, welche zwei Jahre später in Konkurs ging.

## Filme (Auswahl)
- 1948: Arche Nora
- 1948: Finale
- 1951: Engel im Abendkleid
- 1953: Keine Angst vor großen Tieren
- 1954: Die Stadt ist voller Geheimnisse
- 1954: Columbus entdeckt Krähwinkel
- 1955: Des Teufels General
- 1955: Zwei blaue Augen
- 1955: Unternehmen Schlafsack
- 1956: Drei Birken auf der Heide
- 1956: Die Ehe des Dr. med. Danwitz
- 1956: Ich und meine Schwiegersöhne
- 1957: Nachts im Grünen Kakadu
- 1958: Dr. Crippen lebt
- 1959: Die Nacht vor der Premiere
- 1959: Salem Aleikum
- 1960: Pension Schöller
- 1961: Das Leben von Adolf Hitler (Dokumentarfilm)
- 1961: Geliebte Hochstaplerin
- 1962: Die Rote